# Robin Frings
Robin Frings (Spijkenisse, 27 mei 1995) is een Nederlands acteur en online creator, die zelf doof is.

## Biografie
Frings kreeg op de anderhalf jarige leeftijd een hersenvliesontsteking, die ervoor zorgde dat hij doof werd. Op driejarige leeftijd kreeg hij een cochleair implantaat.
Frings besloot een aantal jaar geleden om filmpjes op sociale media te plaatsen om meer aandacht te vragen voor gebarentaal. Dit werd al snel opgemerkt door de media en vervolgens werd hij gevraagd als muziektolk bij onder andere het Eurovisie Songfestival. Het is zijn doel om dove, slechthorende en horende mensen met elkaar te verbinden. Gezien deze missie was zijn rol als jurylid in het KRO-NCRV-programma Hands Up op zijn lijf geschreven. Sinds het najaar van 2021 is Frings te zien in het programma Zin in Zappelin waar hij tussen de kinderprogramma’s door liedjes vertolkt.
In 2023 was hij te zien in het SBS6-programma De Alleskunner VIPS en was hiermee de eerste dove kandidaat om mee te doen aan het spelletjesprogramma.
In maart 2024 maakte Frings zijn acteerdebuut in de romantische komedie Buenas Chicas, waarin hij de rol van dove wijnboer Rodrigo speelde. Diezelfde maand maakte hij tevens zijn debuut als televisieacteur in The Passion 2024 als één van de discipelen van Jezus.